# Mike Lohmann
Mike Lohmann, właśc. Mikael Lohmann Jorgensen (ur. 6 września 1954 w Hillerød) – duński żużlowiec.

## Życiorys
Złoty medalista młodzieżowych indywidualnych mistrzostw Danii (1974). Srebrny medalista indywidualnych mistrzostw Danii (1975). W latach 1976–1979 reprezentował Danię w rozgrywkach o drużynowe mistrzostwo świata, dwukrotnie startując w finałach, w których zdobył złoty (Landshut 1978) i srebrny (Londyn 1979) medal.
W lidze brytyjskiej reprezentował kluby Halifax Dukes (1976–1979) i Belle Vue Aces (1980–1981).